# Psittacastis
Psittacastis é um gênero de traça pertencente à família Agonoxenidae.